# Stretto di Cholmondeley
Lo stretto di Cholmondeley (Cholmondeley Sound) è un profondo fiordo che si trova nell'isola Principe di Galles (Prince of Wales Island) dell'Arcipelago di Alessandro Arcipelago Alexander) nell'Alaska sud-orientale (Stati Uniti d'America).

## Etimologia
Lo stretto è stato nominato dal capitano George Vancouver il 21 agosto del 1793 in onore di George Cholmondeley, conte di Cholmondeley. Lo stretto è stato chiamato anche con il  nome "Zaliv Chasiny" o "Chasiny Bay" dal capitano russo Tebenkov della Marina Imperiale Russa in una carta pubblicata dal dipartimento idrografico russo nel 1853.

## Dati fisici
Lo stretto, che si trova nella foresta Nazionale di Tongass (Tongass National Forest) e amministrativamente fa parte del Census Area di Prince of Wales-Hyder, si trova nella parte più meridionale  e sul lato orientale dell'isola Principe di Galles (Prince of Wales Island). Le sue acque si immettono nello stretto di Clarence (Clarence Strait ). Alla sua estremità occidentale lo stretto Cholmondeley si divide in due insenature simili a fiordi: West Arm Chomondeley Sound, lungo circa 12 km, e South Arm Cholmondeley Sound, lungo circa 13 km. La lunghezza totale dall'ingresso dello stretto alla testa di West Arm è di circa 26 km.

### Isole del canale
Nello stretto sono presenti le seguenti principali isole:
- Isola di Skin (Skin Island)[4] 55°17′55″N 132°04′34″W - L'isola, con una elevazione di 39 metri, si trova all'entrata dello stretto.
- Isola di Chasina (Chasina Island)[5] 55°16′30″N 132°02′35″W - L'isola, con una elevazione di 7 metri e una lunghezza di 274 metri, si trova all'entrata ovest dello stretto.
- Isola di Hump (Hump Island)[6] 55°13′42″N 132°07′04″W - L'isola, con una elevazione di 118 metri, si trova nel centro dello stretto.
- Isola di Babe (Babe Islands)[7] 55°12′37″N 132°07′55″W - L'isola, con una elevazione di 6 metri e una lunghezza di 2,09 chilometri, si trova di fronte alla baia di Brennan (Brennan Bay).

### Insenature e altre masse d'acqua
Nello stretto sono presenti le seguenti principali insenature:
- Baia di Sunny (Sunny Cove )[8] 55°15′07″N 132°15′09″W - La baia si trova all'entrata nord del "West Arm Cholmondeley Sound".
- Stretto di West Arm Cholmondeley Sound (West Arm Cholmondeley Sound)[9] 55°15′28″N 132°21′27″W - È il ramo nord-occidentale dello stretto.
- Stretto di South Arm Cholmondeley (South Arm Cholmondeley Sound)[10] 55°11′26″N 132°20′15″W - È il ramo più meridionale dello stretto.
- Baia di Dora (Dora Bay)[11] 55°13′10″N 132°14′33″W - La baia, ampia 6,4 chilometri, è parallela al ramo più meridionale dello stretto.
- Baia di Brennan (Brennan Bay)[12] 55°11′48″N 132°08′52″W - La baia si trova ella parte meridionale dello stretto.
- Baia di Kitkun (Kitkun Bay)[13] 55°10′19″N 132°09′48″W - La baia si trova ella parte meridionale dello stretto.
- Baia di Lancaster (Lancaster Cove)[14] 55°13′00″N 132°05′11″W - La baia si trova ella parte meridionale dello stretto.

### Promontori dello stretto
Nello stretto sono presenti i seguenti promontori:
- Capo Sunny (Sunny Point)[15] 55°14′57″N 132°13′58″W - Il promontorio, con una elevazione di 22 metri, si trova all'entrata dell baia di Sunny (Sunny Cove).
- Capo Divide Head (Divide Head)[16] 55°13′47″N 132°15′52″W - Il promontorio, con una elevazione di 59 metri, divide la baia di Dora (Dora Bay) dal braccio di mare "South Arm Cholmondeley Sound".
- Capo Chasina (Chasina Point)[17] 55°16′42″N 132°01′26″W - Il promontorio si trova all'entrata meridionale dello stretto.